# Фёдоров, Борис Васильевич (Герой Советского Союза)
Борис Васильевич Фёдоров (1914—1974) — участник Великой Отечественной войны, командир дивизиона 839-го гаубичного артиллерийского полка 40-й армии Воронежского фронта, капитан. Герой Советского Союза.

## Биография
Родился 25 октября 1914 года в селе Новоегоровка Российской империи, ныне Баштанского района Николаевской области Украины, в семье крестьянина. Украинец.
Окончил 7 классов и ветеринарный техникум. Работал ветеринарным фельдшером в колхозе.
В Красной Армии с 1935 года. В 1939 году окончил Московское артиллерийское училище.
Участник Великой Отечественной войны с 1941 года. Сражался на Западном, Северо-Западном, Воронежском и 1-м Украинском фронтах. Член ВКП(б)/КПСС с 1942 года.
Командир дивизиона 839-го гаубичного артиллерийского полка капитан Борис Фёдоров в боях в районе совхоза «Холодный» Полтавской области Украинской ССР 1 сентября 1943 года лично подбил 3 танка противника. Находясь в критической обстановке, вызвал на себя огонь артиллерии, которым было уничтожено ещё 8 танков. 2 сентября он умело организовал оборону совхоза — враг, потеряв 7 танков, отступил.
После войны Фёдоров продолжал службу в Вооружённых Силах СССР. В 1948 году окончил Высшую артиллерийскую школу в Ленинграде, а в 1956 году — высшие академические курсы при Военной артиллерийской академии.
С 1956 года полковник Б. В. Фёдоров — в запасе. Жил в городе Ровно (Украина). Работал в народном хозяйстве Ровенской области.
Умер 26 мая 1974 года, похоронен в городе Ровно.

## Награды
- Указом Президиума Верховного Совета СССР от 24 декабря 1943 года за образцовое выполнение боевых заданий командования на фронте борьбы с немецко-фашистскими захватчиками и проявленные при этом мужество и героизм, капитану Фёдорову Борису Васильевичу присвоено звание Героя Советского Союза с вручением ордена Ленина и медали «Золотая Звезда» (№ 2618).
- Награждён двумя орденами Красного Знамени, орденом Александра Невского, орденами Отечественной войны 1-й и 2-й степеней, орденом Красной Звезды и медалями.

## Память
- 14 сентября 2010 года в селе Новоегоровка Баштанского района состоялось торжественное открытие мемориальной доски Герою Советского Союза, уроженцу села — Борису Фёдорову. Так новоегоровцы почтили память своего знаменитого земляка[1].